# Euxoa spumata
Euxoa spumata là một loài bướm đêm trong họ Noctuidae.